# Васил Василев (генерал-майор, р. 1884)
Вижте пояснителната страница за други личности с името Васил Василев.
Вижте пояснителната страница за други личности с името Васил Василев (офицер).
Васил Маринов Василев е български офицер (генерал-майор), служил като началник-щаб на 2-ра военноинспекционна област и командир на 6-а пехотна бдинска дивизия.

## Биография
Васил Василев е роден на 25 юни 1884 г. в Севлиево. През 1905 г. завършва Военно на Негово Княжеско Височество училище в 25-и випуск и на 2 август е произведен е в чин подпоручик. На 15 октомври 1908 е произведен в чин поручик, а на 15 октомври 1912 в чин капитан. Служи във Военното училище.
По време на Балканските войни (1912 – 1913) капитан Василев командва батарея от 9-и артилерийски полк, а от 1915 г. батарея от 12-и артилерийски полк. Служи във Военното училище в София. През 1915 г. е приет в 1-вия випуск на новосформираната Военна академия в София.
От 1923 г. подполковник Василев служи в Щаба на войската, а от 1925 – в щаба на жандармерията. На 6 май 1926 е произведен в чин полковник, а през 1928 г. е назначен за началник-щаб на 2-ра военноинспекционна област. През 1931 г. е назначен за помощник-командир на 2-ра пехотна тракийска дивизия, а от следващата година е началник на Учебния отдел към Щаба на армията. През 1933 г. е назначен за командир на 6-а пехотна бдинска дивизия, на 1 май 1934 е произведен в чин генерал-майор и същата година преминава в запаса.

## Военни звания
- Подпоручик (2 август 1905)
- Поручик (15 октомври 1908)
- Капитан (15 октомври 1912)
- Майор (30 май 1917)
- Подполковник (5 април 1920)
- Полковник (6 май 1926)
- Генерал-майор (1 май 1934)

## Образование
- Военно на Негово Княжеско Височество училище (до 1905)

## Награди
- Военен орден „За храброст“ IV степен
- Царски орден „Св. Александър“ V степен с мечове
- Знак „За 10 години отлична служба“